# Kolahun District
Kolahun District är ett distrikt i Liberia.   Det ligger i regionen Lofa County, i den norra delen av landet, 210 km norr om huvudstaden Monrovia.